# Saint-Martin-au-Laërt
Pour les articles homonymes, voir Saint-Martin.
Saint-Martin-au-Laërt [sɛ̃ maʁtɛ̃ o laʁ] est une ancienne commune française située dans le département du Pas-de-Calais en région Nord-Pas-de-Calais, devenue, entre le 1er janvier 2016 et le 19 juin 2020, une commune déléguée de la commune nouvelle de Saint-Martin-lez-Tatinghem.
Ses habitants sont appelés les Saint-Martinois.

## Géographie

### Localisation
La commune est située à proximité de Saint-Omer.

### Communes limitrophes
| Salperwick |                       |            |
|            | Saint-Martin-au-Laërt | Saint-Omer |
| Tatinghem  | Longuenesse           |            |

## Toponymie
Le nom de la localité est attesté sous les formes Sanctus Martinus (1139) ; Sanctus Martinus extra burgum (1184) ; Sanctus Martinus extra muros Sancti Audomari (1240) ; Les forbourgs de Saint-Martin (1307) ; L’Aard (1337) ; Saint-Martin dehors les murs de Saint-Omer (1347) ; Saint-Martin dehors le porte Boulizienne (1441) ; Sanctus Martinus de Lart (1469) ; Saint-Martin hors la ville (1559) ; Sanctus Martinus extra oppidum (1560) ; Le Nard (1623) ; Saint-Martin-du-Lart (1651) ; Saint Martin en Lard (1720) ; Saint-Martin-au-Nart (1782).
Saint-Martin est un hagiotoponyme.
Laërt (Le) ou l’Aërt est un lieu-dit de la commune de Saint-Martin-au-Laërt et de l'ancienne commune de Tatinghem.

Laërt signifie en flamand « pâturages communaux ».

## Histoire
Le 16 décembre 2015, le conseil municipal de la commune valide la fusion avec la commune voisine de Tatinghem à l'unanimité. La nouvelle commune de Saint-Martin-lez-Tatinghem sera créée le 1er janvier 2016.
La commune déléguée est supprimée par décision du conseil municipal de la commune nouvelle de Saint-Martin-lez-Tatinghem du 19 juin 2020,.

## Politique et administration

Saint-Martin-au-Laërt dans son canton et dans l'arrondissement de Saint-Omer.

## Démographie

### Évolution démographique
L'évolution du nombre d'habitants est connue à travers les recensements de la population effectués dans la commune depuis 1793. À partir du 1er janvier 2009, les populations légales des communes sont publiées annuellement dans le cadre d'un recensement qui repose désormais sur une collecte d'information annuelle, concernant successivement tous les territoires communaux au cours d'une période de cinq ans. 
Pour les communes de moins de 10 000 habitants, une enquête de recensement portant sur toute la population est réalisée tous les cinq ans, les populations légales des années intermédiaires étant quant à elles estimées par interpolation ou extrapolation. Pour la commune, le premier recensement exhaustif entrant dans le cadre du nouveau dispositif a été réalisé en 2004,.
En 2013, la commune comptait 3 903 habitants, en évolution de +3,39 % par rapport à 2008 (Pas-de-Calais : +0,78 %, France hors Mayotte : +2,49 %).
| 1793 | 1800 | 1806 | 1821 | 1831 | 1836 | 1841 | 1846 | 1851 |
| ---- | ---- | ---- | ---- | ---- | ---- | ---- | ---- | ---- |
| 400  | 502  | 602  | 619  | 810  | 900  | 943  | 954  | 911  |

| 1856 | 1861  | 1866  | 1872  | 1876  | 1881  | 1886  | 1891  | 1896  |
| ---- | ----- | ----- | ----- | ----- | ----- | ----- | ----- | ----- |
| 983  | 1 063 | 1 145 | 1 206 | 1 189 | 1 190 | 1 206 | 1 253 | 1 216 |

| 1901  | 1906  | 1911  | 1921  | 1926  | 1931  | 1936  | 1946  | 1954  |
| ----- | ----- | ----- | ----- | ----- | ----- | ----- | ----- | ----- |
| 1 266 | 1 243 | 1 214 | 1 250 | 1 267 | 1 249 | 1 245 | 1 379 | 1 382 |

| 1962  | 1968  | 1975  | 1982  | 1990  | 1999  | 2004  | 2009  | 2013  |
| ----- | ----- | ----- | ----- | ----- | ----- | ----- | ----- | ----- |
| 1 630 | 2 764 | 4 857 | 4 398 | 4 259 | 3 921 | 3 882 | 3 727 | 3 903 |

### Pyramide des âges
La population de la commune est relativement âgée. Le taux de personnes d'un âge supérieur à 60 ans (29,2 %) est en effet supérieur au taux national (21,6 %) et au taux départemental (19,8 %).						
À l'instar des répartitions nationale et départementale, la population féminine de la commune est supérieure à la population masculine. Le taux (53,1 %) est supérieur au taux national (51,6 %).						
La répartition de la population de la commune par tranches d'âge est, en 2007, la suivante :						
- 46,9 % d’hommes (0 à 14 ans = 17,3 %, 15 à 29 ans = 17,2 %, 30 à 44 ans = 18,7 %, 45 à 59 ans = 21,8 %, plus de 60 ans = 25 %) ;
- 53,1 % de femmes (0 à 14 ans = 15,4 %, 15 à 29 ans = 13,7 %, 30 à 44 ans = 16,9 %, 45 à 59 ans = 21,1 %, plus de 60 ans = 32,9 %).

| Hommes | Classe d’âge | Femmes |
| ------ | ------------ | ------ |
| 0,2    | 90 ans ou +  | 0,2    |
| 7,0    | 75 à 89 ans  | 11,3   |
| 17,8   | 60 à 74 ans  | 21,4   |
| 21,8   | 45 à 59 ans  | 21,1   |
| 18,7   | 30 à 44 ans  | 16,9   |
| 17,2   | 15 à 29 ans  | 13,7   |
| 17,3   | 0 à 14 ans   | 15,4   |

| Hommes | Classe d’âge | Femmes |
| ------ | ------------ | ------ |
| 0,2    | 90 ans ou +  | 0,8    |
| 5,1    | 75 à 89 ans  | 9,1    |
| 11,1   | 60 à 74 ans  | 12,9   |
| 21,0   | 45 à 59 ans  | 20,1   |
| 20,9   | 30 à 44 ans  | 19,6   |
| 20,4   | 15 à 29 ans  | 18,5   |
| 21,3   | 0 à 14 ans   | 18,9   |

## Culture locale et patrimoine

### Lieux et monuments
- Verreries Carpentier-Mancel.

#### Monuments historiques

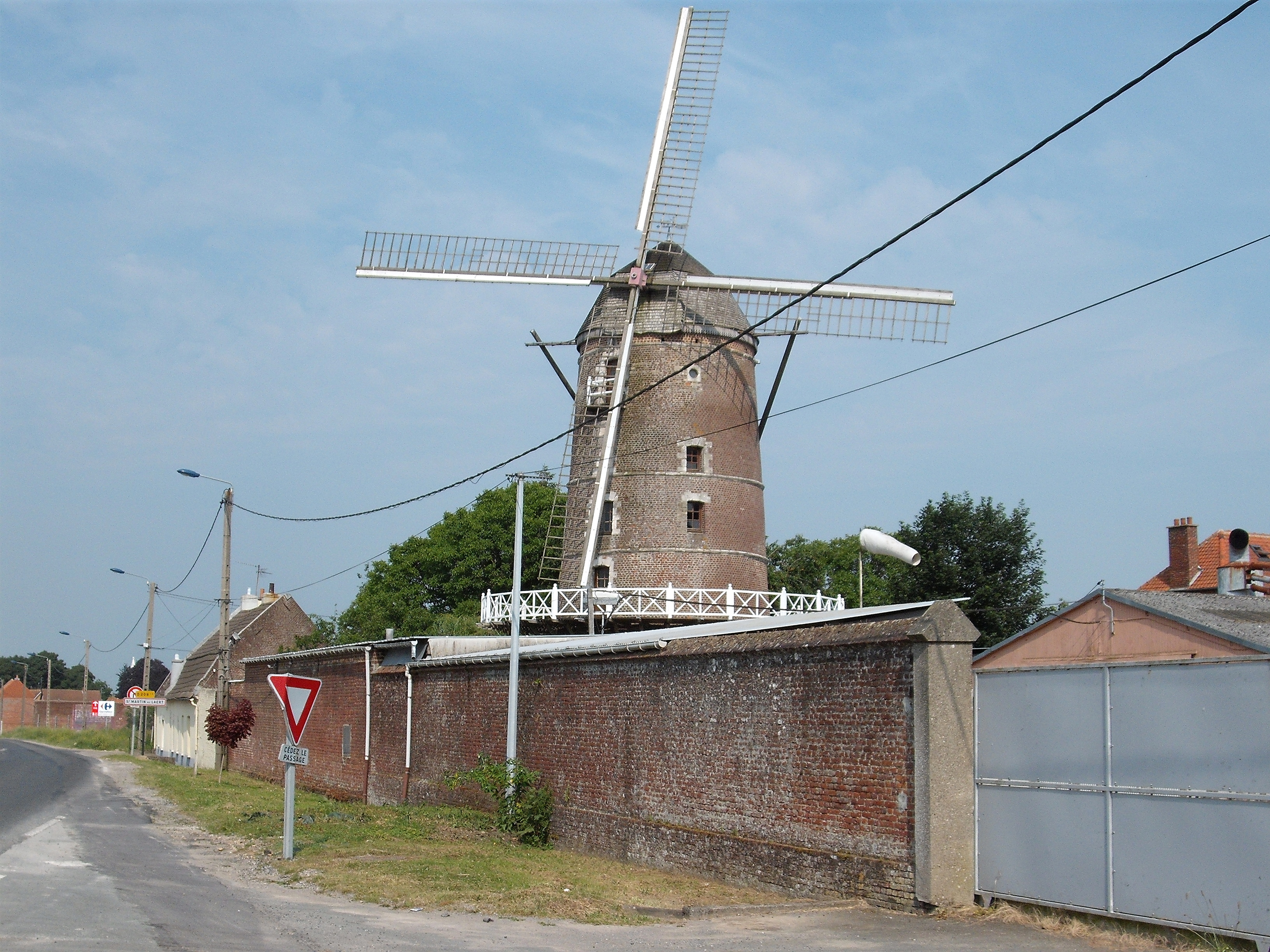
Le moulin.

- Le moulin (Base Mérimée PA62000046) 50° 45′ 09″ N, 2° 13′ 38″ E: inscription par arrêté du 9 octobre 2001[19].

Il s'agit d'un moulin en pierre ronde de type moulin à vent, qui servait de moulin à farine. Ce moulin existait déjà en 1801. Il appartenait alors à Jean François Spéneux, qui acheta un certain nombre de biens confisqués pendant la Révolution française. L'activité du moulin avait déjà été abandonnée en 1867 et, vers 1900, le moulin n'était qu'une ruine. Les travaux de restauration ont débuté en 1978. Le 18 septembre 1983, le moulin est inauguré, entièrement restauré, et en 2001, le moulin est classé Monument Historique. Il s'agit du seul moulin de ce type dans le Pas de Calais.

#### Patrimoine religieux

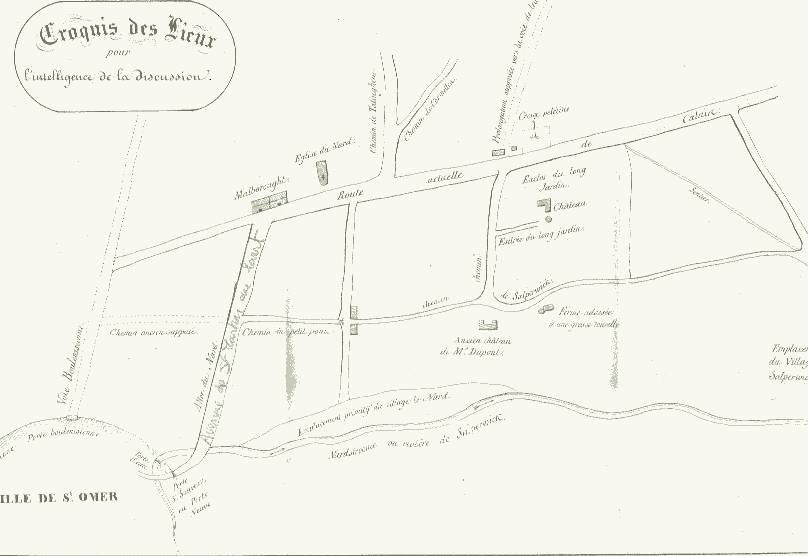
Croix pélerine de St Martin au Laërt : croquis des lieux au XVIIIe siècle.

- L'église Saint-Martin, réalisée par Charles Leroy, architecte de nombreuses églises néogothiques de la région Nord-Pas-de-Calais et notamment de la cathédrale Notre-Dame-de-la -reille à Lille.
- La Croix Pèlerine[20]50° 45′ 30″ N, 2° 13′ 50″ E: Erigée à l'occasion du pas d'armes de la belle Pélerine de 1449, organisé et gagné par Jean de Luxembourg. Le nom de "Belle pélerine" provient de l'histoire imaginée pour justifier le pas d'arme : Jean aurait sauvé des griffes de brigands une "Belle pélerine", sur la route de Rome, montrant ainsi sa force, et défiait les meilleurs chevaliers de son temps[21]. La croix a fait ensuite partie des dépendances d'un manoir dit de "la Rouge-Clef" qui jouxtait le château du Long Jardin (voir croquis)[21].

#### Patrimoine commémoratif
- Le monument aux morts, commémorant les guerres de 1914-1918, 1939-1945 et d'Algérie.
- La plaquette du Souvenir Français, commémorant la guerre de 1870.
- Le calvaire commémoratif, souvenir de la guerre 1939-1944.
- Au cimetière, trois tombes de guerre de la Commonwealth War Graves Commission.

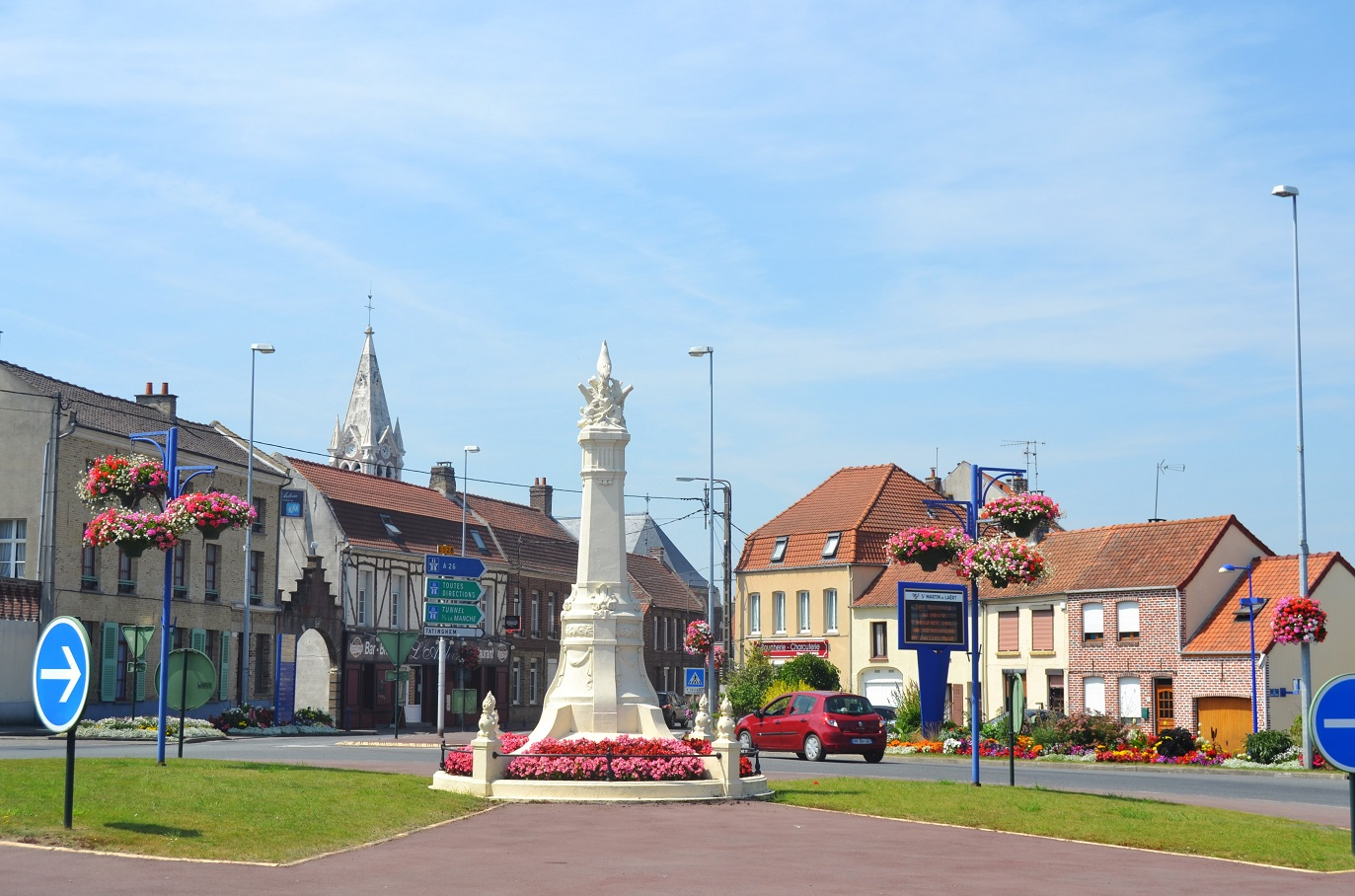
Monument aux morts.
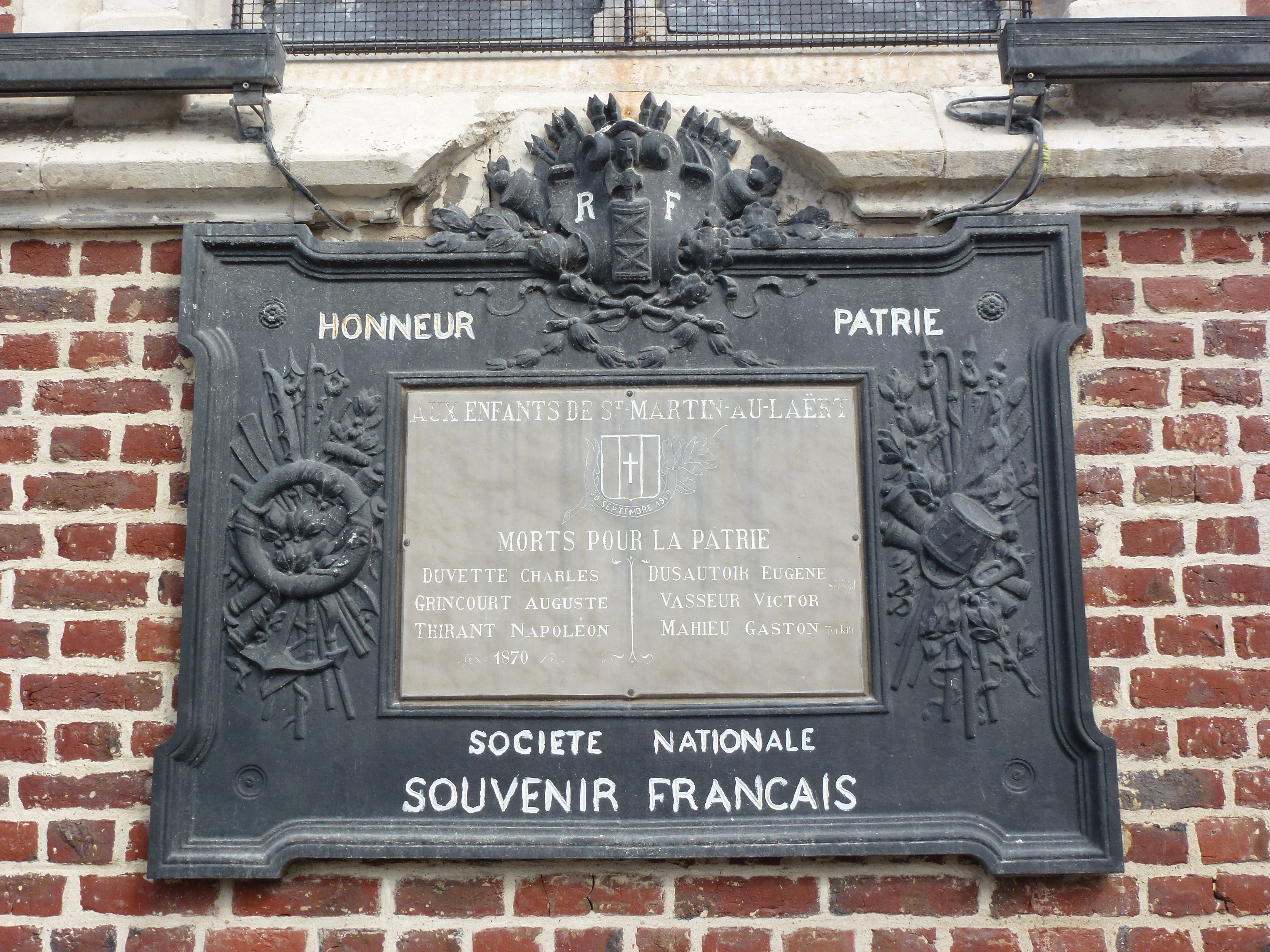
Plaquette du Souvenir Français (1870).
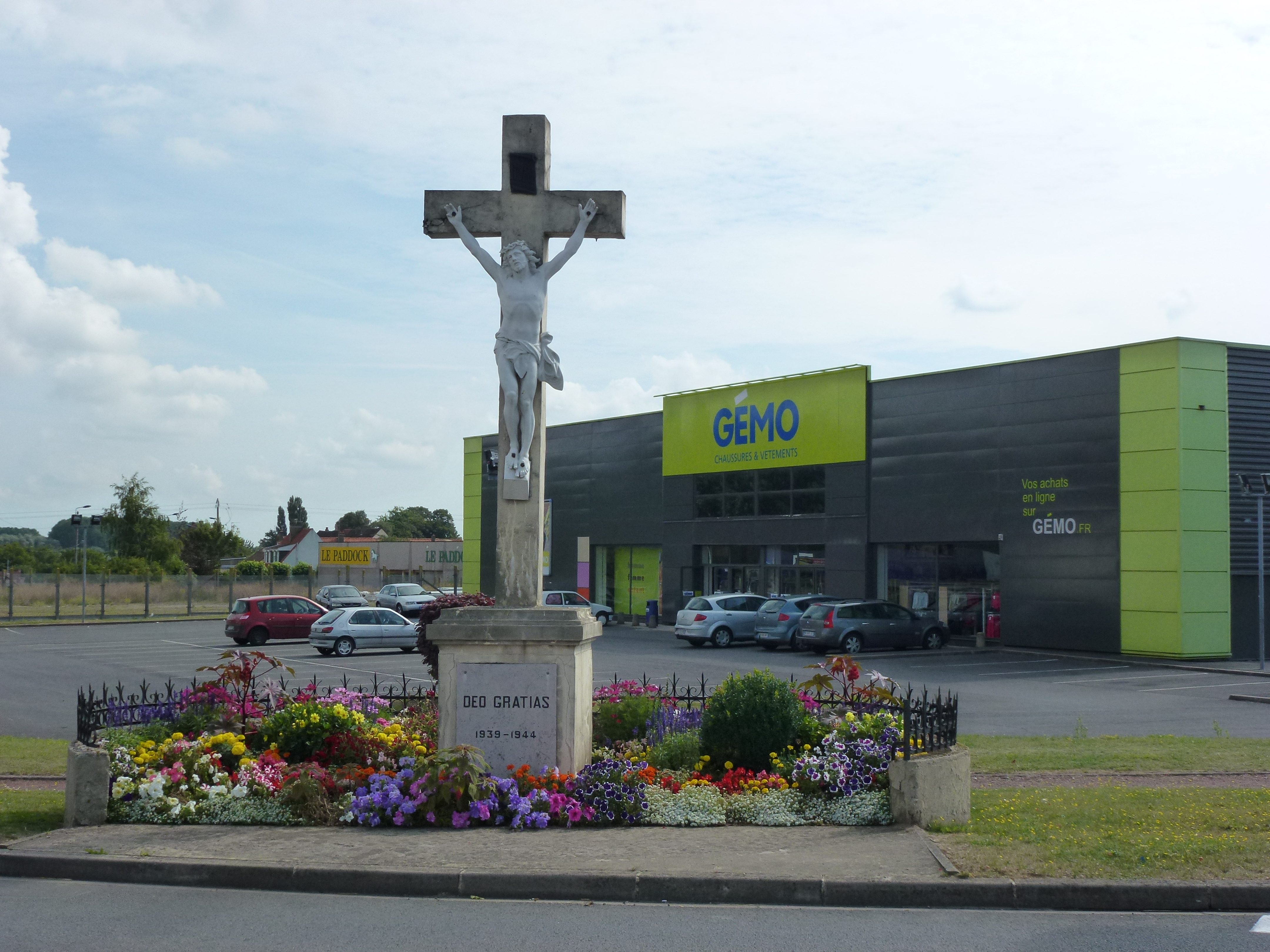
Calvaire commémorant 1939-1944.
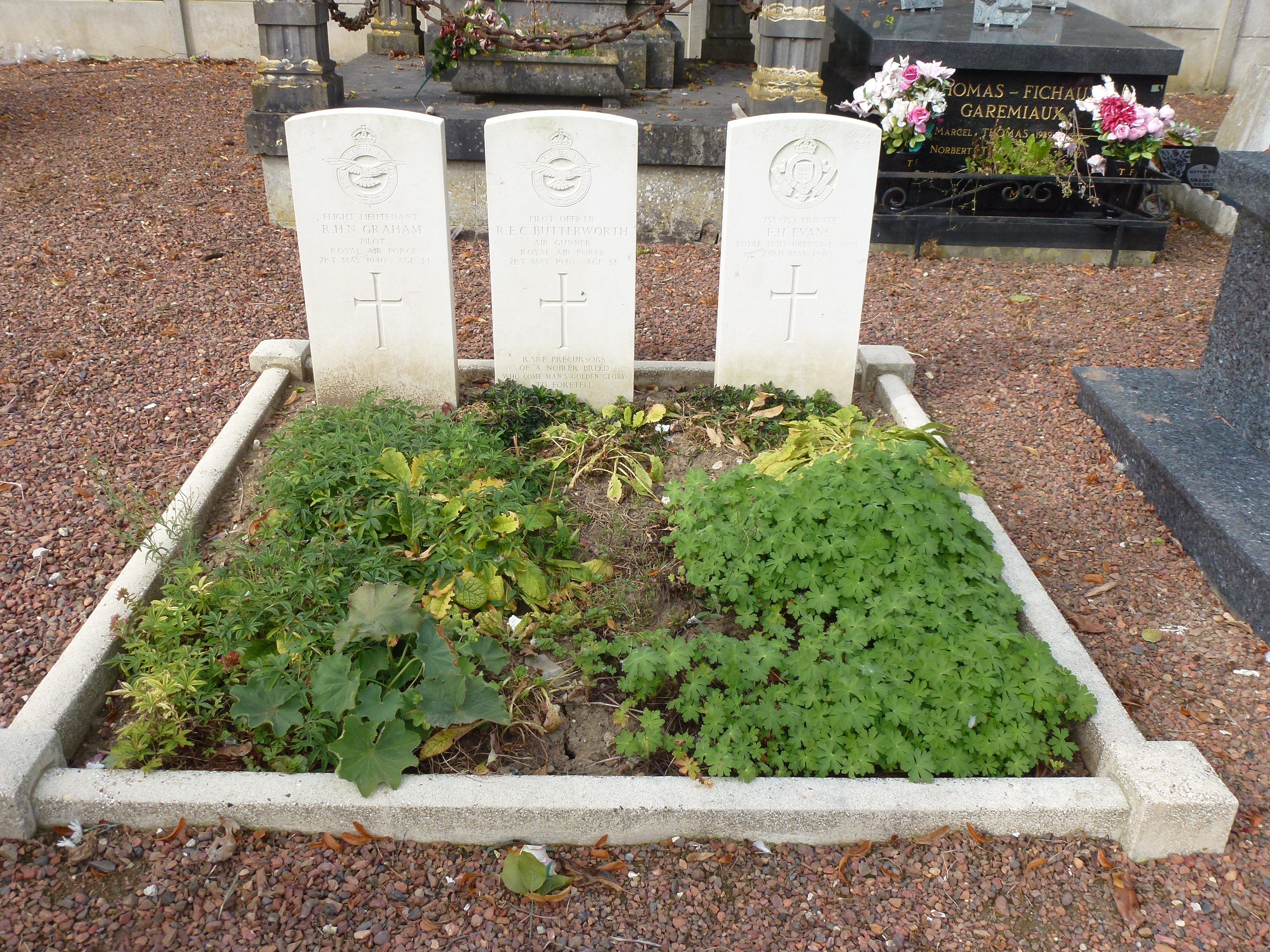
Tombes de la CWGC.

### Héraldique
|  | Les armes de la commune se blasonnent ainsi : taillé : au 1) de sinople au heaume d’argent, au 2) de gueules au monde croisé aussi d’argent ; à la cotice en barre d’argent brochant sur la partition. |